# Right to Be Wrong
Right to Be Wrong è una canzone soul scritta dalla cantante inglese Joss Stone, da Desmond Child e Betty Wright, per il secondo album della cantante Mind, Body & Soul del 2003. Pubblicato a novembre 2004, della canzone è stata tratta una cover in Spagna dalla cantante messicana Alejandra Guzmán, per il suo album del 2004 Lipstick, reintitolata Tengo Derecho a Estar Mal (che vuol dire "Ho il diritto di stare male").

## Tracce
CD 1 / Singolo 7" (Regno Unito)
1. Right to Be Wrong – 4:40
2. Jet Lag (Acoustic Live Performance from Sessions@AOL) – 4:25

CD 2 (Regno Unito)
1. Right to Be Wrong – 4:40
2. The Player – 4:41
3. Don't Know How (Acoustic Live Performance from Sessions@AOL) – 4:01

Singolo promozionale (Regno Unito e Stati Uniti)
1. Right to Be Wrong (Radio Edit) – 3:59

## Classifiche
| Classifica (2004-05) | Posizione più alta |
| -------------------- | ------------------ |
| Australia            | 66                 |
| Belgio (Fiandre)     | 52                 |
| Belgio (Vallonia)    | 66                 |
| Brasile              | 41                 |
| Italia               | 30                 |
| Paesi Bassi          | 31                 |
| Regno Unito          | 29                 |
| Svizzera             | 46                 |